# Rodolfo Eduardo Almirón
Rodolfo Almirón Sena (17 de fevereiro de 1936, Buenos Aires) é um ex-oficial de polícia argentino, ex-líder do grupo de extermínio de extrema direita denominado Triple A, o qual esteve em atividade na década de 1970. O grupo foi responsabilizado por 1.500 assassinatos de adversários do regime e Almiron é acusado de ter sido um dos chefes e organizadores da organização criminosa. Depois de ter saído do país em 1975, com o auxílio de José López Rega, fundador da Triple A, tornou-se chefe da segurança particular de Manuel Fraga Iribarne na Espanha. Sua presença na Espanha foi mantida em segredo até 2006 para proteger a imagem da Aliança Popular, precursor do atual Partido Popular. O jornal El Mundo descobriu seu paradeiro em dezembro de 2006, vivendo num flat em Torrent, pago pela Communidad Valenciana, e o entrevistou em 17 de dezembro deste mesmo ano.

## Histórico
Almirón havia sido demitido da polícia federal argentina por conta de sua ficha criminal, mas foi reintegrado por José Lopez Rega, que o designou para sua guarda pessoal e de Isabel Perón.
Ele esteve presente durante o massacre praticado em 1976 contra carlistas de esquerda nos acontecimentos de Montejurra, do qual também participou Stefano Delle Chiaie. De acordo com o advogado espanhol José Angel Pérez Nievas, é também "provável que Almirón tenha participado — juntamente com Stefano Delle Chiaie e Augusto Canchi — do atentado na estação ferroviária de Bolonha, em 1980." O advogado apresentou à justiça espanhola, em nome do Partido Carlista de Euskalherria-EKA (vítimas dos eventos em Montejurra), uma solicitação de que Almirón também fosse julgado pelos crimes de Montejurra.
Almirón havia sido localizado pela primeira vez na Espanha em 1983, trabalhando na segurança de Manuel Fraga, o que despertou indignação pública e foi responsável por sua posterior demissão.
Almirón foi preso na Espanha em 29 de dezembro de 2006 por assassinatos que serão julgados na Argentina, depois que um juiz argentino acusou-o de crimes contra a humanidade, os quais não podem ser prescritos. Ele é acusado do assassinato do deputado argentino Rodolfo Ortega Peña, do ex-chefe de polícia de Bonaerense, Julio Tomás Troxler, do professor universitário Silvio Frondizi (irmão de Arturo Frondizi, ex-presidente da Argentina) e do genro deste, Luis Ángel Mendiburu.